# Chloranthus henryi
Chloranthus henryi  (лат.) — вид двудольных растений рода Хлорант (Chloranthus) семейства Хлорантовые (Chloranthaceae). Впервые описан британским ботаником Уильямом Хемсли в 1891 году.

## Распространение и среда обитания
Известен из китайских провинций Аньхой, Фуцзянь, Ганьсу, Гуандун, Гуйчжоу, Хайнань, Хубэй (отсюда типовой экземпляр), Хунань, Шэньси, Сычуань, Чжэцзян и Гуанси-Чжуанского автономного района. Отдельные источники расширяют ареал вида на территорию острова Лусон в Филиппинах.

## Ботаническое описание
Многолетнее травянистое растение высотой 40—65 см.
Корневище крепкое, ветвящееся, чёрно-коричневого цвета.
Стебель прямостоячий, покрыт шипами в своей терминальной части. Листья формой от широко-эллиптических до почти округлых, размещены супротивно.
Цветки белые.
Плод — шаровидная костянка. Цветёт с апреля по июнь, плодоносит в июле и августе.
Число хромосом — 2n=90.

## Значение
Используется в медицине.

## Синонимы
Синонимичные названия:
- Chloranthus henryi var. hupehensis (Pamp.) K.F. Wu
- Chloranthus hupehensis Pamp.
- Chloranthus philippinensis Merr.
- Chloranthus serratus var. taiwanensis K.F. Wu
- Chloranthus verticillatus Merr.